# Grote wolbij
De grote wolbij (Anthidium manicatum) is een bijensoort uit de familie Megachilidae.

## Algemeen
Deze solitaire bijensoort heeft een voorkeur voor vlinderbloemigen, lipbloemigen en helmkruidachtigen en vliegt van mei tot september. Het is een vrij algemene soort in Nederland, die in allerlei bestaande holten nestelt. De grote wolbij is verspreid over het Palearctisch, Nearctisch en Neotropisch gebied te vinden. De vrouwtjes bekleden het nest met haren van planten zoals ezelsoor, slangenkruid of klit waaraan de naam wolbij te danken is. Deze soort wordt ongeveer 14 tot 18 millimeter lang. Het achterlijf heeft een overwegend zwarte kleur met smalle, gele banden die echter op het midden van de rug onderbroken zijn. Hoe dichter de streep bij de kop zit, hoe groter deze onderbreking is. De grote wolbij heeft eenzelfde vlucht als sommige zweefvliegen, het is een goede, maar luidruchtige, vlieger die snel en behendig is. Toch is goed te zien dat het niet om een vlieg gaat. Typisch bij-achtig zijn zijn vleugels, de taillering van zijn lijf en zijn ogen: smal en met een metaalachtige glans. Mannetjes worden iets groter dan vrouwtjes, zijn duidelijk hariger en hebben een meer afstekende tekening.

## Voortplanting

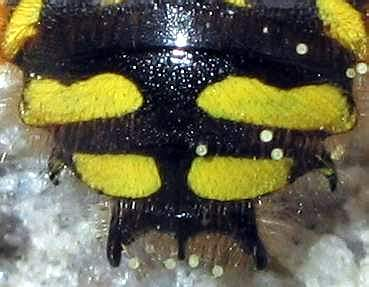
De bewapende achterzijde van het mannetje. De drie onderste punten vormen een 'vork' om mee te steken. Aan weerszijden gekromde 'messen'.

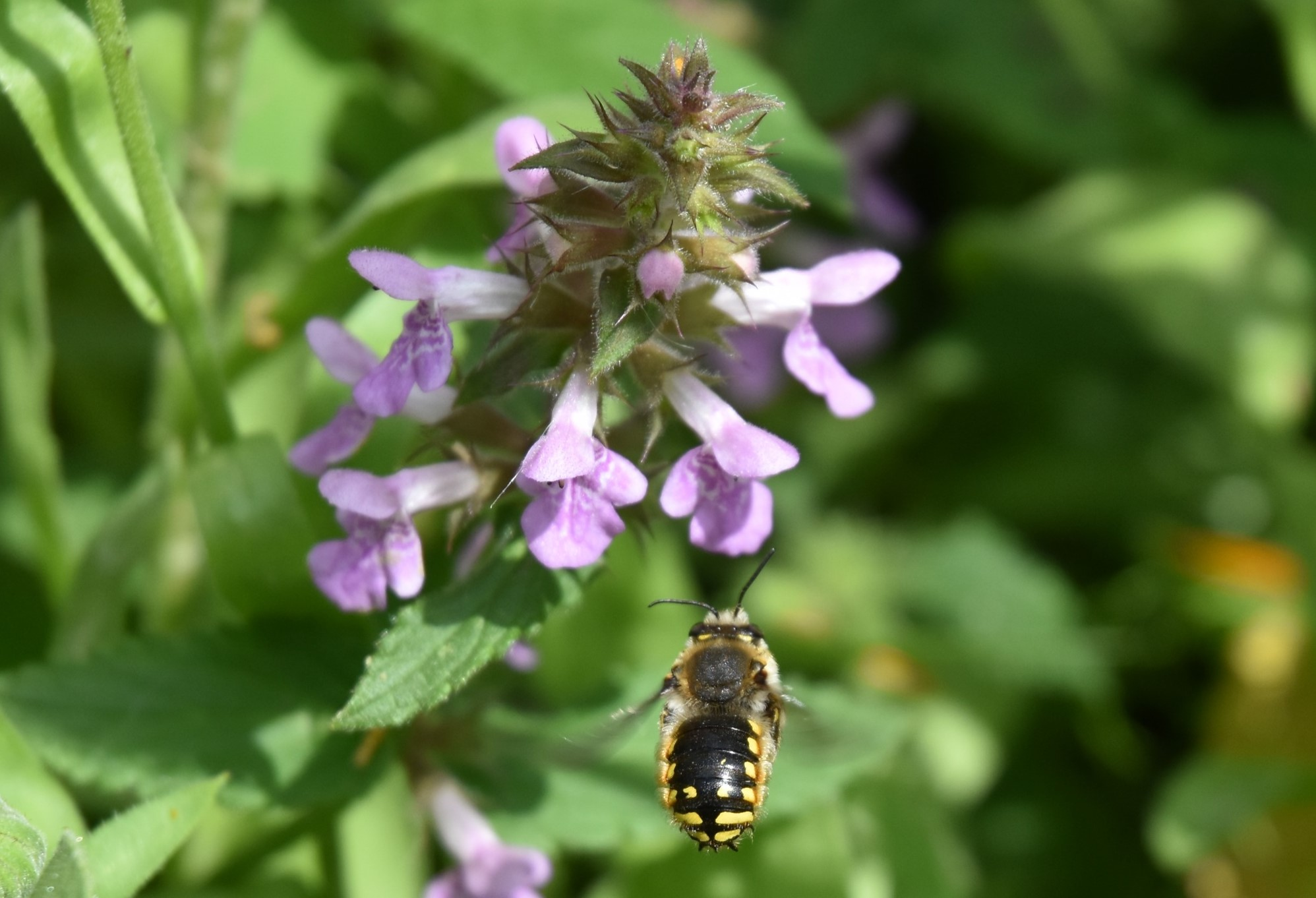
Mannelijke grote wolbij op patrouille in territorium met moerasandoorn.

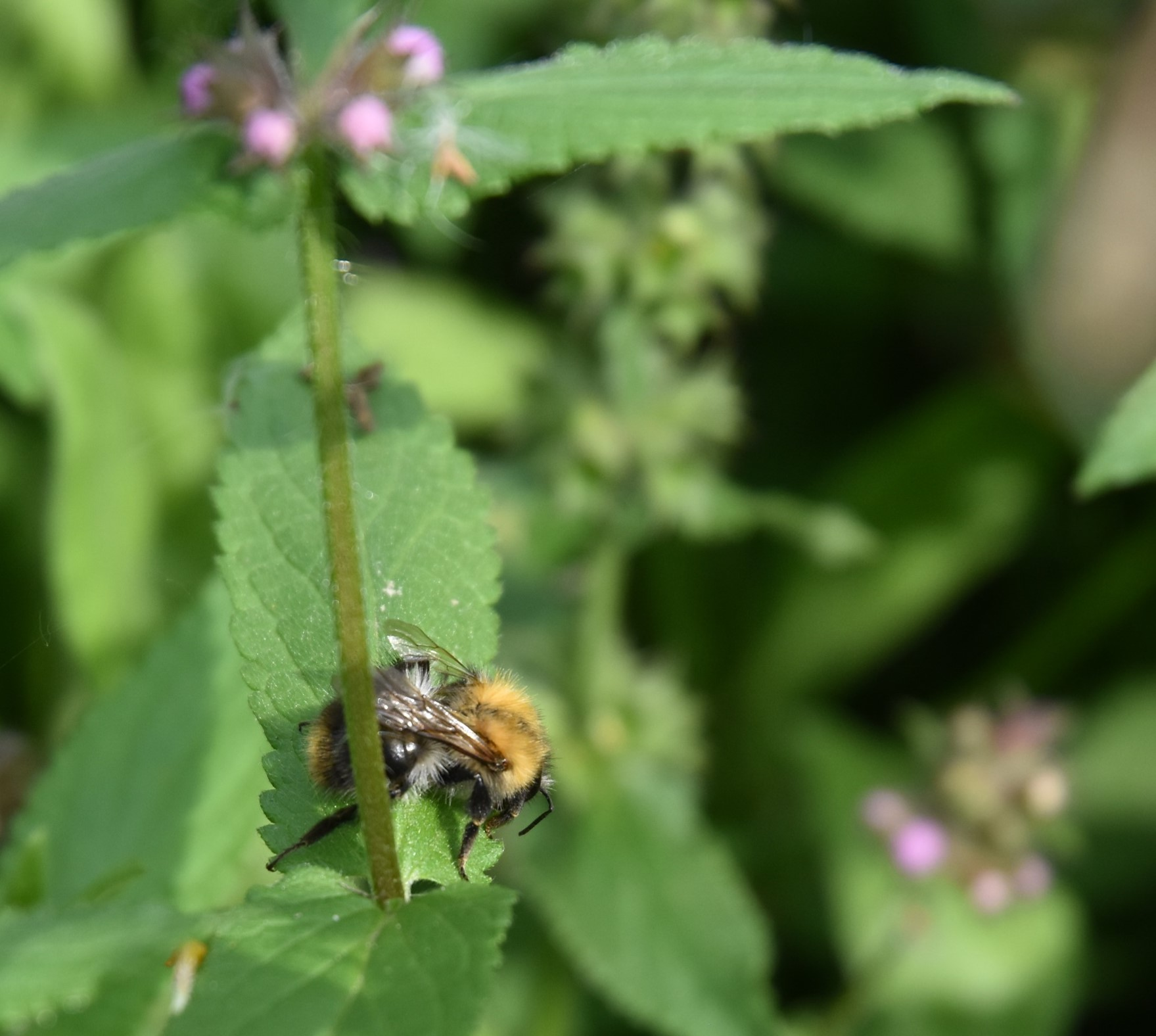
Hommel met missende vleugel op moerasandoorn, in territorium van mannelijke grote wolbij. De grote wolbij staat bekend om zijn agressieve gedrag, ook jegens grotere insecten.

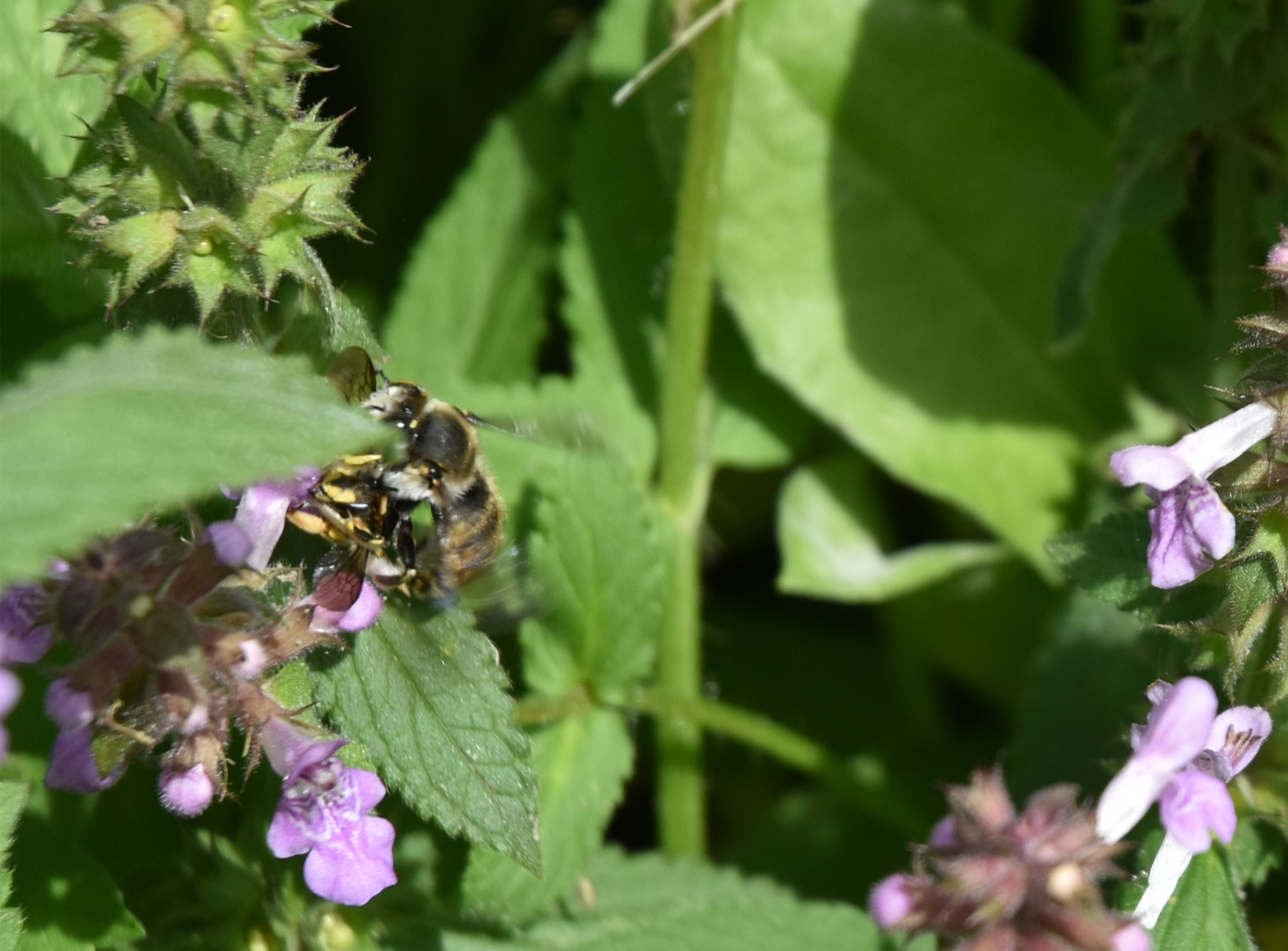
Paring van grote wolbij op moerasandoorn, in territorium van de mannelijke grote wolbij (rechts, in vlucht).

De mannelijke grote wolbij speurt bloemhoofden binnen een bepaald territorium af op zoek naar een vrouwtje om mee te paren. Met grote snelheid en bijzondere wendbaarheid patrouilleert hij. Andere insecten, die hij tegenkomt, verjaagt hij. Kleinere concurrenten in het territorium vluchten veelal voor zijn agressieve benadering. Zij die niet vluchten, krijgen te maken met scherpe punten aan het achterlijf. Hiermee steekt de wolbij in op verstoorders of werkt ze naar de grond. Hij is niet bang uitgevallen en valt ook grotere insecten aan. Van grote hommels worden bijvoorbeeld de vleugels beschadigd of afgesneden. Zo zijn op de grond van het territorium van een mannelijke grote wolbij wel hommels te vinden, die een vleugel missen. Dergelijke hommels, en alle overige insecten, krijgen door het agressieve gedrag van de mannelijke grote wolbij geen kans om nectar en stuifmeel te verzamelen in zijn territorium, wat de aantrekkelijkheid van dit territorium voor vrouwtjes vergroot. Als een vrouwelijke grote wolbij komt foerageren, is er genoeg te eten, wat het mannetje de tijd geeft om te paren. Als het vrouwtje eitjes heeft gelegd, meestal in een oud verlaten nest van een andere bijensoort, wordt stuifmeel verzameld als voedsel voor de larven.